# Светлана Куюмджиева
Светлана Емилова Георгиева-Куюмджиева е български учен, музиковед, академик в Българската академия на науките (2021).

## Биография
Родена е на 1 август 1949 г. в София. През 1968 г. завършва Националното музикално училище в София. През 1972 г. завършва музикална педагогика и пиано в Националната музикална академия в София. През 1986 г. специализира стара музика (византийска и славянска) в Института за музикознание на Хамбургския университет при проф. д-р Константин Флорос. От 1973 г. е на работа в Института за музикознание при Българската академия на науките. През 1981 г. защитава докторска дисертация на тема „Рилската певческа школа през Възраждането (опит за определяне мястото, ролята и значението на дейността ѝ през I половина на XIX в. в историята на българската музикална култура)“. От 1991 г. е старши научен сътрудник II ст. (доцент), а от 2000 г. е старши научен сътрудник I ст. (професор). От 1996 г. е доктор по изкуствознание след защитен дисертационен труд на тема „Възвателни стихове в балканската православна музика (по ръкописи от XIV – началото на XIX в.)“. През 2012 г. е избрана за член-кореспондент на Българската академия на науките, а през 2021 г. за академик.
В периода 2006 – 2012 г. ръководи сектор „Музика“ в Института за изследване на изкуствата (предишен Институт за музикознание). Между юли и декември 2012 г. е заместник-председател по хуманитарни и обществени науки в БАН. През 1990 г. и 1993 г. е научен сътрудник и лектор в Центъра за средновековни славистични проучвания към Държавния университет в гр. Кълъмбъс. От 1992 до 1993 г. е научен сътрудник и лектор в Департамента за музика в Университета „Вашингтон Дюк“. Преподава стара музика в Националната музикална академия „Панчо Владигеров“ и в Софийския университет. Била е гост-лектор в Университета „Вашингтон Дюк“ в Северна Каролина, Държавния университет на Охайо, Института за гръцки и латински проучвания към Университета в Копенхаген, Конгресната библиотека във Вашингтон, САЩ, в Мерилендския университет в Коледж парк, щат Вирджиния, САЩ, в Музикалната академия в Белград и в Университета „Сейнт Луис“ в Сейнт Луис, САЩ. Член на редица национални и международни институции. Автор на 12 книги и на около 200 научни статии и студии, опечатани в България и в чужбина.  Носител на различни награди: от БАН, БНР, СБК и др., между които национална награда "Питагор" за най-добър учен в хуманитарните и социалните науки и Почетния знак на БАН "Марин Дринов на лента". Обявена е за „учен на Европа“ на 2016 г. от Конгресната библиотека във Вашингтон, САЩ.   